# Paul Bachmann
Paul Gustav Heinrich Bachmann (Berlino, 22 giugno 1837 – Weimar, 31 marzo 1920) è stato un matematico tedesco.
Figlio di un pastore protestante, studiò matematica all'Università di Berlino e a Gottinga (dove si trasferì nel 1856 per continuare a seguire i corsi tenuti da Peter Gustav Lejeune Dirichlet), conseguendo il dottorato nel 1862 con una tesi sulla teoria dei gruppi sotto la supervisione di Ernst Eduard Kummer. Studiò poi a Breslavia per l'abilitazione all'insegnamento, ottenuta nel 1864.
Fu professore dapprima a Breslavia e successivamente a Münster.
Tra i suoi principali lavori figurano:
- Analytische Zahlentheorie, un trattato sulla teoria analitica dei numeri, in cui introdusse per la prima volta la notazione matematica O-grande;
- Die Lehre von der Kreistheilung und ihre Beziehungen zur Zahlentheorie;
- Niedere Zahlentheorie, opera in 2 volumi sulla teoria dei numeri;
- Das Fermat-Problem in seiner bisherigen Entwicklung, trattato sull'ultimo teorema di Fermat.